# 心のともしび (映画)
『心のともしび』（こころのともしび、原題：Magnificent Obsession）は、1954年に製作・公開されたアメリカ合衆国の映画である。

## 概要
1935年にも映画化された（邦題『愛と光』、アイリーン・ダンとロバート・テイラーが主演）ロイド・C・ダグラスの小説の再映画化であり、ダグラス・サークが監督、ジェーン・ワイマンとロック・ハドソンが主演した。

## あらすじ
大金持ちの道楽息子・ボブ（ロック・ハドソン）は湖でモーターボートの事故を起こすが、近所のフィリップス医師の自宅から借りた人工呼吸器のおかげで九死に一生を得る。しかし、人工呼吸器を貸し出したためにフィリップス医師は持病の発作で亡くなってしまう。
入院先の病院から抜け出したボブは偶然フィリップス医師の妻ヘレン（ジェーン・ワイマン）と出会い、
フィリップス医師の死が自分のせいであることを知る。
自責の念にかられたボブは何とか和解したいとヘレンに迫るが、そのためにヘレンは事故に遭い、失明してしまう。

## キャスト
- ヘレン・フィリップス：ジェーン・ワイマン
- ボブ・メリック：ロック・ハドソン
- ジョイス（ヘレンの義理の娘）：バーバラ・ラッシュ
- ナンシー（ヘレンの友人の看護師）：アグネス・ムーアヘッド
- エドワード・ランドルフ（ヘレンの亡夫の親友である画家）：オットー・クルーガー

## スタッフ
- 監督：ダグラス・サーク
- 製作：ロス・ハンター
- 脚色：ロバート・ブリース、ウェルズ・ルート
- 音楽監督：ジョセフ・ガーシェンソン
- 音楽：フランク・スキナー
- 撮影：ラッセル・メティ
- 編集：ミルトン・カラス
- 美術：バーナード・ハーツブラン、エムリック・ニコルソン
- 装置：ラッセル・A・ガウスマン、ルビー・R・レヴィット
- 衣裳：ビル・トーマス

## アカデミー賞ノミネーション
- 主演女優賞：ジェーン・ワイマン

## 備考
ほぼ同じスタッフ・キャストで翌1955年に『天はすべて許し給う』（日本劇場未公開）が製作された。